# 16234 Bosse
A 16234 Bosse (ideiglenes jelöléssel 2000 FR20) a Naprendszer kisbolygóövében található aszteroida. A LINEAR projekt keretében fedezték fel 2000. március 29-én.